# Zethesides hesperioides
Zethesides hesperioides là một loài bướm đêm trong họ Noctuidae.